# Potemnemus loriai
Potemnemus loriai är en skalbaggsart som beskrevs av Stefan von Breuning 1956. Potemnemus loriai ingår i släktet Potemnemus och familjen långhorningar. Inga underarter finns listade i Catalogue of Life.